# 兄弟會與姊妹會

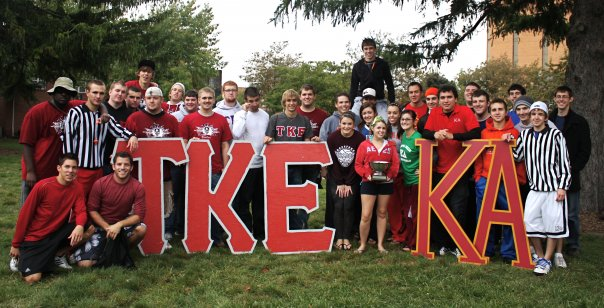
鲍林格林州立大学Tau Kappa Epsilon與Kappa Alpha Order的兄弟會。

兄弟會（英語：Fraternities）和姐妹會（英語：Sororities），是一種大學社團組織，Frater 和 Soror 在拉丁語中，分别意为「兄弟」和「姐妹」，这类社团通常以希臘字母命名，其生活形态被稱为「希腊式生活」（Greek life）。兄弟會和姐妹會常见于美国大學，尤其在菁英貴族大學，兄弟会與姐妹会通常有着严格的入會机制和完整的组织体系，並擁數代校友固定提供经费维持運作，具規模的兄弟会在全美的指標大學皆設有據點。

## 概述
每个兄弟会建立在特定的信念或价值观上，兄弟会举办名为「Rush」的招新活动吸引新人，新人在申请入会后，还需经历一系列的考验（pledge）方能視為正式入会，兄弟会在考验期间各有自己的传统仪式；有些兄弟會則完全不對外開放申請，而是由會內成員協商決策延攬什麼對象入會，會內取得共識後，由兄弟會官方出面接觸該對象進行招攬，獲招攬對象通常是傑出菁英和風雲人物，在正式入会后，成员需要缴纳所費不貲的入會费，一些歷史悠久資源雄厚的兄弟會有機會豁免入會費，此外許多兄弟会在校园附近有自己專屬的独栋房屋，給成员們住在一起生活。
透過兄弟会能迅速结交朋友，帮助新人順利融入希臘式生活，并提供成员在社交和学业上的帮助，此外由於兄弟會成員經常對自己的兄弟會保有很高的認同感或榮譽感，即使是已踏入社會多年的各代成員們，所以成员也會因此擁有兄弟會在大學之外的廣大社會網絡，亦大幅利於自己未來的專業发展。兄弟會有時會在校園內引發意外，比如在考验阶段欺辱新人，甚至產生人身危险而導致憾事，此外也在一些事件中，被指责助长了年輕人的酗酒、嗑藥、濫交、甚至是性侵等行為。
在兄弟会的系统中，除了社交外，還有專業發展（如領域知能、技術鍛鍊、學術研究）與社區服務等核心價值需要履行。

## 部分兄弟會
- Chi Phi （ΧΦ）: 全美最老的社交兄弟會。創立於1842年
- Alpha Kappa Psi（ΑΚΨ）：全球最大的商业兄弟会。
- Sigma Alpha Epsilon（ΣΑΕ）：美国多数成员的男生兄弟会。
- Pi Alpha Phi（英语：Pi Alpha Phi）（ΠΑΦ）：於1929年由六名加州大學柏克萊分校（UCB）男學生創建。是目前存在時間最久的亞裔兄弟會。
- Lambda Phi Epsilon（ΛΦΕ）：於1981年2月25日由十九名加州大學洛杉磯分校（UCLA）男學生開創。擁有50個分部，是目前最大的亞裔兄弟會。通稱：「Lambdas」，「LPhiE」，「LFE」以及「人中王」（取形於ΛΦΕ）。
- Pi Beta Sigma（ΠΒΣ）：位于俄亥俄州哥伦布市Otterbein University的地区性兄弟会。创始于1908年，颜色为黑色和金色。
- 骷髅会：耶鲁大学的兄弟会，始创于1832年。

## 部分姊妹會
- Pi Beta Phi（英语：Pi Beta Phi）（ΠΒΦ）：于1867年四月27日于Monmouth College设立。会颜色为酒红色和银蓝色。至2014年有200个分会。Pi Beta Phi 是全美国第一个「女性兄弟会」（当时姐妹会这个词尚未被创造出来）。
- Kappa Phi Lambda（英语：Kappa Phi Lambda）（ΚΦΛ）：於1995年3月9日由七名賓漢頓大學女學生開創。擁有29個分部的亞裔姐妹會。通稱：「Kappa」及「KPL」。會顏色為猩紅，白和石楠灰。
- alpha Kappa Delta Phi（英语：alpha Kappa Delta Phi）（αΚΔΦ）：於1990年2月7日由十四名加州大學柏克萊分校女學生開創。擁有48個分部的大型亞裔姐妹會。通稱：「aKDPhi」。會顏色為紫和白。
- Delta Phi Kappa（英语：Delta Phi Kappa）（ΔΦΚ）：於1960年南加州大學女學生開創。通稱：「Delta」。會顏色為粉紅和玫瑰紅。
- Theta Nu Xi（ΘNΞ）：創立於1997年4月11日，北卡羅萊納州立大學。為發展最快速的多元文化姐妹會，擁有49個分部，象徵物為蝴蝶，會顏色為北卡藍與黑。
- Phi Mu (ΦΜ)：創立於 1852 年3月 5日，Wesleyan College。

## 参看
- 友爱（fraternity）
- 总统俱乐部

## 備註
1. ↑  为方便叙述，下文中会使用“兄弟会”一词同时指代两者。